# Leioproctus fiebrigi
Leioproctus fiebrigi is een vliesvleugelig insect uit de familie Colletidae. De wetenschappelijke naam van de soort is voor het eerst geldig gepubliceerd in 1909 door Brèthes.